# 双凤镇 (盘州市)
双凤镇，是中华人民共和国贵州省六盤水市盘州市下辖的一个乡镇级行政单位。
2015年6月4日，贵州省人民政府批复同意盘县乡镇行政区划调整，新设置的双凤镇辖原城关镇、原西冲镇封家湾村、下沙沟村、四里村、小河村、大庄村、右所屯村、鄢家庄村和原板桥镇银汞山村、金家庄村、龙洞村、薛官屯村、松林村、小坪地村地域，镇人民政府驻玉阳社区。

## 行政区划
双凤镇下辖以下地区：
小观音寺社区、北门社区、鼓楼社区、南门社区、双凤社区、思源社区、碧云社区、九间楼社区、玉阳社区、红石岩村、断桥村、南门村、对门山村、豆府坡村、大海村、金家庄村、龙硐村、银汞山村、薛官屯村、小坪地村、松林村、下沙沟村、四里村、小河村、封家湾村、右所屯村、大庄村和鄢家庄村。